# 乔治·默恩斯
乔治·默恩斯（英語：George Mearns，1922年4月18日—1997年12月27日），美国NBA联盟前职业篮球运动员。